# حدسية abc

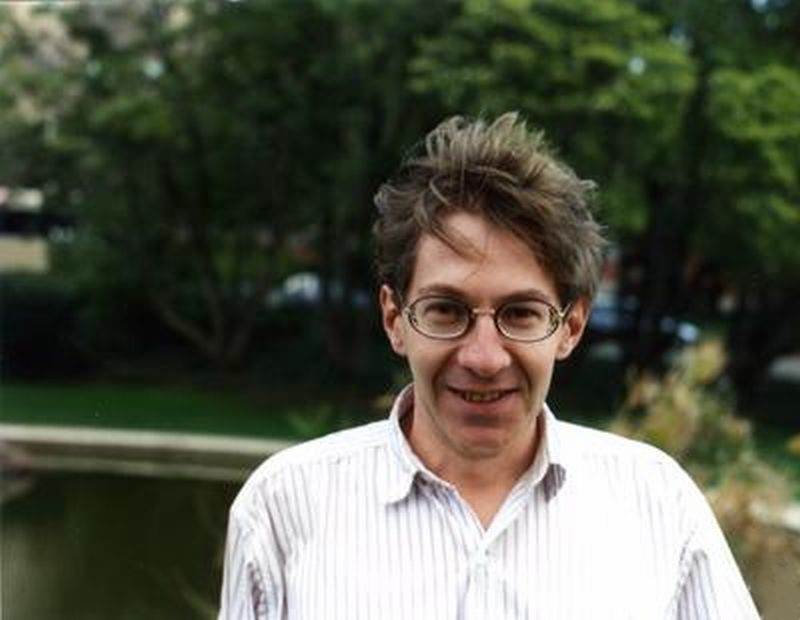

حدسية abc (والمعروفة أيضا باسم حدسية أوسترلي-ماسر) هي حدسية في نظرية الأعداد. اقترحها في البداية كل من جوزيف أوسترلي ودافيد ماسر.
يُعبر عن الحدسية باعتبار ثلاثة أعداد a و b و c (لهذا السبب، سُميت هذه الحدسية بهذا الاسم)، وهذه الأعداد أولية نسبيا وتحقق المعادلة a + b = c.
إذا كانت d تشير إلى حاصل ضرب العوامل الأولية المتفردة لـ a و b و c ، فإن الحدسية تنص بشكل أساسي على أن d عادة ليست أصغر بكثير من c. بعبارة أخرى: إذا كان a و b يتألفان من قوى كبيرة من الأعداد الأولية، فإن c عادة لا تقبل القسمة على قوى كبيرة للأعداد الأولية. سيتبع عدد من الحدسيات والنظريات الشهيرة في نظرية الأعداد مباشرة من حدسية abc أو إصداراتها.وصف غولدفيلد (1996) حدسية abc بأنها «أهم مشكلة لم يتم حلها في تحليل ديوفانتاين».
نشأت حدسية abc كنتيجة لمحاولات قام بها أوسترلي وماسر لفهم حدسية سزبيرو حول المنحنيات الإهليلجية، التي تشمل تركيبات هندسية في بيانها أكثر من حدسية abc. تم إظهار حدسية abc لتكون مكافئة لحدسية سزبيرو المعدلة.
تم إجراء محاولات مختلفة لإثبات حدسية abc ، ولكن لم يتم قبول أي منها حاليًا من قبل المجتمع الرياضي السائد، واعتبارًا من عام 2020، لا تزال الحدسية تعتبر إلى حد كبير غير مثبتة.

## صياغة الحدسية
قبل أن نذكر الحدسية، سوف نعرف مفهوم الجذر لعدد صحيح:
بالنسبة لعدد صحيح موجب n ، فإن جذري n ، المشار إليه بـ rad (n)، هو حاصل ضرب العوامل الأولية المتفردة لـ n. على سبيل المثال
rad(16) = rad(24) = rad(2) = 2
rad(17) = 17
rad(18) = rad(2 ⋅ 32) = 2 · 3 = 6
rad(1000000) = rad(26 ⋅ 56) = 2 ⋅ 5 = 10
إذا كانت a و b و c أعداداً صحيحة موجبة أولية نسبياً بحيث أن a + b = c ، يتضح أن c < rad(abc). تتعامل حدسية abc مع الاستثناءات على وجه التحديد، تنص على ما يلي:
```
إذا كان 
a
 + 
b
 = 
c
 فإنه لكل 
عدد حقيقي
 موجب 
ε
 يوجد عدد محدود فقط من ثلاثيات 
a
 و 
b
 و 
 c
 من 
الأعداد الصحيحة
 الموجبة الأولية نسبياً بحيث أن:
```

{\displaystyle c>\operatorname {rad} (abc)^{1+\varepsilon }}.
```
وبصيغة مكافئة:
```

إذا كان a + b = c فإنه لكل عدد حقيقي موجب ε يوجد ثابت Kε بحيث أنه لكل ثلاثيات a و b و  c من الأعداد الصحيحة الأولية نسبياً:
```

  

    

      

        
c

        
<

        

          
K

          

            
ε

          

        

        
⋅

        
rad

        
⁡

        
(

        
a

        
b

        
c

        

          
)

          

            
1

            
+

            
ε

          

        

      

    

    
{\displaystyle c<K_{\varepsilon }\cdot \operatorname {rad} (abc)^{1+\varepsilon }}

  

 .
```

تتضمن الصيغة المكافئة الثالثة للحدسية الجودة q(a, b, c) للثلاثية (a, b, c) والتي يتم تعريفها على أنها:
```

  

    

      

        
q

        
(

        
a

        
,

        
b

        
,

        
c

        
)

        
=

        

          

            

              
log

              
⁡

              
(

              
c

              
)

            

            

              
log

              
⁡

              

                

                  
(

                

              

              
rad

              
⁡

              
(

              
a

              
b

              
c

              
)

              

                

                  
)

                

              

            

          

        

        
.

      

    

    
{\displaystyle q(a,b,c)={\frac {\log(c)}{\log {\big (}\operatorname {rad} (abc){\big )}}}.}

  

```

على سبيل المثال:
...q(4, 127, 131) = log(131) / log(rad(4·127·131)) = log(131) / log(2·127·131) = 0.46820
...q(3, 125, 128) = log(128) / log(rad(3·125·128)) = log(128) / log(30) = 1.426565
إذا كانت (a, b, c) ثلاثية نموذجية من الأعداد الصحيحة الموجبة الأولية نسبياً وكان a + b = c فإنه سيكون c < rad(abc)، أي أن q(a, b, c) < 1 عبارة عن ثلاثيات عندما q > 1 كما في المثال الثاني خاصة إلى حد ما، فهي تتكون من أرقام قابلة للقسمة بواسطة قوى عالية لأعداد أولية صغيرة. الصيغة الثالثة هي:
لكل عدد حقيقي موجب ε ، لا يوجد سوى عدد محدود من ثلاثيات (a, b, c) من الأعداد الصحيحة الموجبة الأولية نسبياً بحيث a + b = c بحيث أن q(a, b, c) > 1 + ε.
في حين أنه من المعروف أن هناك عددًا لا نهائيًا من الثلاثيات (a, b, c) من الأعداد الصحيحة الموجبة الأولية نسبياً بحيث a + b = c بحيث أن q(a, b, c) > 1 ، تتنبأ الحدسية أن عدداً محدوداً فقط من هذه الثلاثيات لهم
q > 1.01 أو q > 1.001 أو حتى q > 1.0001 الخ. بشكل خاص، إذا كان الحدسية صحيحة فلا بد من وجود ثلاثية (a, b, c) تحقق أقصى جودة ممكنة q(a, b, c) .

## أمثلة على ثلاثيات جذورها صغيرة
الشرط بأن ε > 0 ضروري حيث يوجد عدد لانهائي من ثلاثيات a و b و c بحيث أن c > rad(abc). على سبيل المثال لتكن
{\displaystyle a=1,\quad b=2^{6n}-1,\quad c=2^{6n},\qquad n>1.}
العدد الصحيح b يقبل القسمة على 9 :
{\displaystyle b=2^{6n}-1=64^{n}-1=(64-1)(\cdots )=9\cdot 7\cdot (\cdots ).}
باستخدام هذه الحقيقة نحسب:
{\displaystyle {\begin{aligned}\operatorname {rad} (abc)&=\operatorname {rad} (a)\operatorname {rad} (b)\operatorname {rad} (c)\\&=\operatorname {rad} (1)\operatorname {rad} \left(2^{6n}-1\right)\operatorname {rad} \left(2^{6n}\right)\\&=2\operatorname {rad} \left(2^{6n}-1\right)\\&=2\operatorname {rad} \left(9\cdot {\tfrac {b}{9}}\right)\\&\leqslant 2\cdot 3\cdot {\tfrac {b}{9}}\\&=2{\tfrac {b}{3}}\\&<{\tfrac {2}{3}}c.\end{aligned}}}
من خلال استبدال الأس 6n بأسس أخرى فإن ذلك يجبر b على الحصول على عوامل مربعة أكبر، يمكن جعل النسبة بين الجذر و c صغيرة بشكل عشوائي، على وجه التحديد، لتكن p > 2 عدداً أولياً واعتبر أن
{\displaystyle a=1,\quad b=2^{p(p-1)n}-1,\quad c=2^{p(p-1)n},\qquad n>1.}
نحن ندعي الآن ان b تقبل القسمة على p2:
{\displaystyle {\begin{aligned}b&=2^{p(p-1)n}-1\\&=\left(2^{p(p-1)}\right)^{n}-1\\&=\left(2^{p(p-1)}-1\right)(\cdots )\\&=p^{2}\cdot r(\cdots ).\end{aligned}}}
تستخدم الخطوة الأخيرة حقيقة أن p2 تقسم 2p(p−1) − 1. هذا يتبع من نظرية فيرما الصغرى، والتي توضح أنه إذا كان p > 2 وكان 2p−1 = pk + 1 حيث k عدد صحيح. وبرفع كلا الطرفين للقوة p بالتالي نحصل على 2p(p−1) = p2(...) + 1.
والآن بحساب مشابه لما ورد أعلاه فإننا نحصل على
{\displaystyle \operatorname {rad} (abc)<{\tfrac {2}{p}}c.}